# Pyrroglaux podargina
L’assiolo di Palau (Pyrroglaux podargina (Hartlaub & Finsch, 1872)) è un uccello rapace notturno della famiglia degli Strigidi, endemico di Palau. È l'unica specie nota del genere Pyrroglaux.

## Descrizione
È uno strigide di piccola taglia che raggiunge lunghezze di circa 22 cm.